# Cojata (distrito)
Cojata é um distrito do departamento de Puno, localizada na província de Huancané, Peru.

## Transporte
O distrito de Cojata é servido pela seguinte rodovia:
- PE-34L, que liga o distrito de Ananea à cidade  de Vilque Chico[1][2][3]